# Vuelta a España 1991

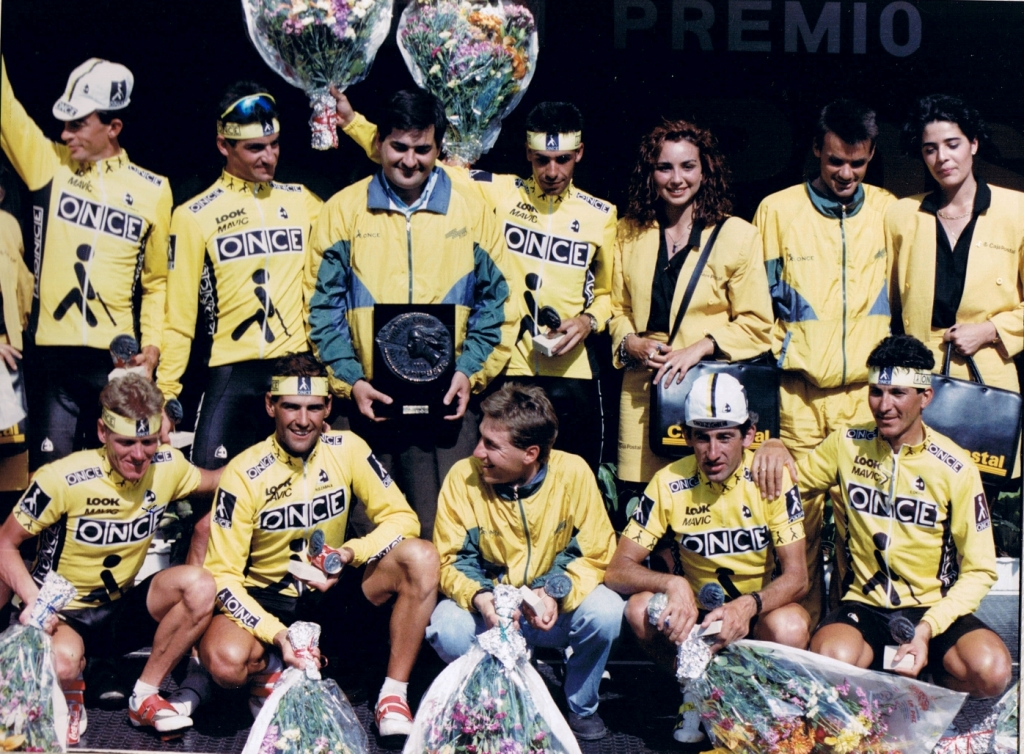
46.ª edición de la Vuelta a España, 1991

La 46.ª edición de la Vuelta a España se disputó del 29 de abril al 19 de mayo de 1991 con un recorrido de 3215 km dividido en un prólogo y 20 etapas, una de ellas doble, con inicio en Mérida y final en Madrid.
Participaron 198 corredores repartidos en 21 equipos de los que solo lograron finalizar la prueba 116 ciclistas. El vencedor, el español Melchor Mauri, cubrió la prueba a una velocidad media de 38,797 km/h.
Miguel Induráin, Laudelino Cubino y Anselmo Fuerte eran los españoles que se encontraban entre los favoritos a impedir que Marco Giovannetti repitiera la victoria de 1990. Entre los extranjeros, destacaban Steven Rooks, Raúl Alcalá y los colombianos Fabio Parra y Lucho Herrera.
La etapa prólogo consistió, en esta ocasión, en una prueba contrarreloj en grupos de tres corredores. El trío ganador estaba formado por Melchor Mauri, Anselmo Fuerte y Herminio Díaz Zabala. Esto, unido a la victoria del equipo ONCE en la contrarreloj por equipos del día siguiente, hizo que fueran estos tres corredores los que se alternaran el maillot amarillo durante la primera semana de carrera. La contrarreloj por equipos iba a resultar a la postre decisiva, pues Induráin perdió aquel día casi dos minutos respecto a Mauri.
La 7.ª etapa, una contrarreloj individual de 47 kilómetros fue la primera cita decisiva de la Vuelta. Corredores como Lale Cubino o Anselmo Fuerte perdieron aquel día gran parte de sus opciones al triunfo final. Melchor Mauri ratificó su liderato al ganar la etapa, aventajando a Induráin en poco menos de un minuto.
Se esperaban con impaciencia las etapas de los Pirineos, para ver si el ciclista catalán de la ONCE sería capaz de aguantar la alta montaña. Sin embargo, la etapa reina, con final en Pla de Beret, hubo de ser suspendida por la mala climatología. El ruso Ivan Ivanov venció en la 11.ª etapa, con final en Cerler y Mauri aguantó con los más fuertes, aunque perdió casi un minuto respecto de Induráin.
La 13.ª etapa fue una cronoeslada en Valdezcaray, donde los colombianos Fabio Parra y Lucho Herrera marcaron los mejores tiempos. Mauri realizó una buena contrarreloj y consiguió incluso aventajar a Induráin en más tiempo. En la general, Mauri parecía un sólido líder, por delante de Lejarreta, Echave e Induráin.
En la tercera semana de carrera todavía quedaban dos etapas de alta montaña, en la cordillera Cantábrica, las ascensiones a los Lagos de Covadonga y al Alto del Naranco. Lucho Herrera venció en la primera y Lale Cubino en la segunda. Mauri perdió tiempo en ambas etapas, aunque no el suficiente como para perder el liderato. La situación pintaba muy bien para el ciclista catalán: seguía líder, y aún quedaba una contrarreloj. 
Melchor Mauri no defraudó, y venció también en la última contrarreloj de la Vuelta, disputada en Valladolid, con algo más de un minuto sobre Miguel Induráin, segundo en la etapa y en la general, sentenciado así la Vuelta. Marino Lejarreta les acompañó en el podio final de Madrid.

## Etapas
| Etapa   | Fecha       | Recorrido                              | km            | Ganador              | Líder                |
| Prólogo | 29 de abril | Mérida                                 | 8,8 (CRE a 3) | Melchor Mauri        | Melchor Mauri        |
| 1.ªa    | 30 de abril | Mérida-Cáceres                         | 134,5         | Michel Zanoli        | Melchor Mauri        |
| 1.ªb    | 30 de abril | Montijo-Badajoz                        | 40,4 (CRE)    | ONCE                 | Anselmo Fuerte       |
| 2.ª     | 1 de mayo   | Badajoz-Sevilla                        | 233,2         | Jesper Skibby        | Herminio Díaz Zabala |
| 3.ª     | 2 de mayo   | Sevilla-Jaén                           | 292           | Jesús Cruz Martín    | Melchor Mauri        |
| 4.ª     | 3 de mayo   | Linares-Albacete                       | 227,8         | Uwe Raab             | Melchor Mauri        |
| 5.ª     | 4 de mayo   | Albacete-Valencia                      | 236,5         | Jean Paul Van Poppel | Melchor Mauri        |
| 6.ª     | 5 de mayo   | Palma de Mallorca                      | 188           | Jesper Skibby        | Melchor Mauri        |
| 7.ª     | 6 de mayo   | Cala d'Or-Cala d'Or                    | 47 (CRI)      | Melchor Mauri        | Melchor Mauri        |
| 8.ª     | 7 de mayo   | San Cugat del Vallés-Lloret de Mar     | 140           | Jean Paul Van Poppel | Melchor Mauri        |
| 9.ª     | 8 de mayo   | Lloret de Mar- Andorra                 | 229           | Guido Bontempi       | Melchor Mauri        |
| 10.ª    | 9 de mayo   | Andorra-Pla de Beret                   | -             | Anulada              | Melchor Mauri        |
| 11.ª    | 10 de mayo  | Bossost-Cerler                         | 111           | Ivan Ivanov          | Melchor Mauri        |
| 12.ª    | 11 de mayo  | Benasque-Zaragoza                      | 219           | Jean Paul Van Poppel | Melchor Mauri        |
| 13.ª    | 12 de mayo  | Ezcaray-Valdezcaray                    | 24,1 (CRI)    | Fabio Parra          | Melchor Mauri        |
| 14.ª    | 13 de mayo  | Santo Domingo de la Calzada-Santander  | 219,5         | Guido Bontempi       | Melchor Mauri        |
| 15.ª    | 14 de mayo  | Santander-Lagos de Covadonga           | 186,6         | Luis Herrera         | Melchor Mauri        |
| 16.ª    | 15 de mayo  | Cangas de Onís-Alto del Naranco        | 152           | Laudelino Cubino     | Melchor Mauri        |
| 17.ª    | 16 de mayo  | León-Valladolid                        | 137,5         | Antonio Miguel Díaz  | Melchor Mauri        |
| 18.ª    | 17 de mayo  | Valladolid                             | 53,2 (CRI)    | Melchor Mauri        | Melchor Mauri        |
| 19.ª    | 18 de mayo  | Palazuelos de Eresma (Destilerías Dyc) | 212,7         | Jesús Montoya        | Melchor Mauri        |
| 20.ª    | 19 de mayo  | Collado Villalba-Madrid                | 169,6         | Jean Paul Van Poppel | Melchor Mauri        |

## Equipos participantes
| Equipo                  | Jefe de filas     |
| Gatorade-Chateau d'Ax   | Marco Giovannetti |
| Amaya Seguros           | Laudelino Cubino  |
| Artiach-Royal-Paternina | Carmelo Miranda   |
| Banesto                 | Miguel Induráin   |
| Buckler                 | Steven Rooks      |
| Carrera Jeans           | Guido Bontempi    |
| CLAS-Cajastur           | Federico Echave   |
| Kelme-CAM               | Oliverio Rincón   |
| Lotus                   | Acacio Da Silva   |
| ONCE                    | Anselmo Fuerte    |
| Panasonic-Sportlife     | Eric Van Lancker  |

| Equipo           | Jefe de filas         |
| PDM              | Raúl Alcalá           |
| Puertas Mavisa   | Miguel Ángel Iglesias |
| R.M.O.           | Thierry Claveyrolat   |
| Ryalcao Postobón | Luis Herrera          |
| Seur             | Piotr Ugrumov         |
| Sicasal - Acral  | Edgar Corredor        |
| Telekom          | Udo Bölts             |
| Tulip Computers  | Luc Roosen            |
| TVM-Sanyo        | Dimitri Konyshev      |
| Wigarma          | Antonio Esparza       |

## Clasificaciones
En esta edición de la Vuelta a España se disputaron ocho clasificaciones que dieron los siguientes resultados:
| \| 1. \| Melchor Mauri \| España \| ONC \| 82h 48' 07" \| \| \| 2. \| Miguel Induráin \| España \| BAN \| + 2' 52" \| \| \| 3. \| Marino Lejarreta \| España \| ONC \| + 3' 11" \| \| \| 4. \| Federico Echave \| España \| CLA \| + 3' 54" \| \| \| 5. \| Fabio Parra \| Colombia \| AMA \| + 5' 38" \| \| \| 6. \| Pello Ruiz Cabestany \| España \| CLA \| + 6' 50" \| \| \| 7. \| Raúl Alcalá \| México \| PDM \| + 6' 57" \| \| \| 8. \| Piotr Ugrumov \| Letonia \| SEU \| + 10' 43" \| \| \| 9. \| Steven Rooks \| Países Bajos \| BUC \| + 12' 09" \| \| \| 10. \| Oliverio Rincón \| Colombia \| KEL \| + 12' 11" \| \| |                      |              |     |             |  |
| 1. | Melchor Mauri        | España       | ONC | 82h 48' 07" |  |
| 2. | Miguel Induráin      | España       | BAN | + 2' 52"    |  |
| 3. | Marino Lejarreta     | España       | ONC | + 3' 11"    |  |
| 4. | Federico Echave      | España       | CLA | + 3' 54"    |  |
| 5. | Fabio Parra          | Colombia     | AMA | + 5' 38"    |  |
| 6. | Pello Ruiz Cabestany | España       | CLA | + 6' 50"    |  |
| 7. | Raúl Alcalá          | México       | PDM | + 6' 57"    |  |
| 8. | Piotr Ugrumov        | Letonia      | SEU | + 10' 43"   |  |
| 9. | Steven Rooks         | Países Bajos | BUC | + 12' 09"   |  |
| 10. | Oliverio Rincón      | Colombia     | KEL | + 12' 11"   |  |

| \| 1. \| Uwe Raab \| Alemania \| PDM \| 169 puntos \| \| 2. \| Melchor Mauri \| España \| ONC \| 134 puntos \| \| 3. \| Jean Paul Van Poppel \| Países Bajos \| PDM \| 116 puntos \| |                      |              |     |            |
| 1. | Uwe Raab             | Alemania     | PDM | 169 puntos |
| 2. | Melchor Mauri        | España       | ONC | 134 puntos |
| 3. | Jean Paul Van Poppel | Países Bajos | PDM | 116 puntos |

| \| 1. \| Luis Herrera \| Colombia \| RYA \| 157 puntos \| \| 2. \| Marino Lejarreta \| España \| ONC \| 87 puntos \| \| 3. \| Fabio Parra \| Colombia \| AMA \| 69 puntos \| |                  |          |     |            |
| 1. | Luis Herrera     | Colombia | RYA | 157 puntos |
| 2. | Marino Lejarreta | España   | ONC | 87 puntos  |
| 3. | Fabio Parra      | Colombia | AMA | 69 puntos  |

| \| 1. \| Miguel Ángel Iglesias \| España \| MAV \| 18 puntos \| |                       |        |     |           |
| 1.                                                              | Miguel Ángel Iglesias | España | MAV | 18 puntos |

| \| 1. \| Acacio Da Silva \| Portugal \| LOT \| - \| |                 |          |     |   |
| 1.                                                  | Acacio Da Silva | Portugal | LOT | - |

| \| 1. \| Oliverio Rincón \| Colombia \| KEL \| 83h 00' 18" \| |                 |          |     |             |
| 1.                                                            | Oliverio Rincón | Colombia | KEL | 83h 00' 18" |

| \| 1. \| Federico Echave \| España \| CLA \| - \| |                 |        |     |   |
| 1.                                                | Federico Echave | España | CLA | - |

| \| 1. \| ONCE \| España \| ONC \| 248h 36' 35" \| |      |        |     |              |
| 1.                                                | ONCE | España | ONC | 248h 36' 35" |

## Banda sonora
La banda sonora de las transmisiones de TVE fue la canción "Dámelo ya", del grupo La Unión.